# 76

## Narození
- 24. ledna – Hadrianus, římský císař, († 10. července 138)

## Úmrtí
- Quintus Asconius Pedianus (9 př. n. l. – 76) – římský historik

## Hlavy států
- Papež – Linus (64/65/66/67/68/69–77/78/79)
- Římská říše – Vespasianus (69–79)
- Parthská říše – Vologaisés I. (51–77/78)
- Kušánská říše – Kudžúla Kadphises (30–90)
- Čína, dynastie Chan (206 př. n. l. – 220 n. l.)